# La Dama Pintada (Avatar: La Leyenda de Aang)
La Dama Pintada es el cuadragésimo tercer episodio de la serie de televisión Avatar: la leyenda de Aang y tercer capítulo de la tercera temporada.

## Sinopsis
El grupo llega a un río que parece estar contaminado. Con una pequeña posibilidad de conseguir comida, deciden comprar algo de comida en una aldea cercana, la cual está en pleno río y ha sido contaminada por una fábrica de la nación del fuego cercana. Son transportados a la aldea por Doc, un hombre bastante excéntrico. La aldea está en una depresión profunda. Muchos aldeanos están enfermos, y hay una carencia de alimento debido a la contaminación del agua. Katara desea ayudar a estas personas, pero Sokka le dice que su misión es demasiado importante para quedarse a ayudar a todos los que se encuentran. Compran algo de comida de "Shu", un comerciante que se parece a Doc, salvo por el sombrero. Antes de irse, Katara le regala un pescado que le compraron a un pequeño niño, pero cuando ve a su madre enferma, ella desearía hacer más.
Esa noche, Sokka está intentando encontrar una manera de reordenar su horario. En la mañana, Appa es encontrado tumbado, y su lengua está púrpura. Katara le da a entender al grupo que posiblemente lo enfermó el agua contaminada y sugiere que probablemente la aldea tenga algunas hierbas que puedan curarlo.
Cuando llegan a la aldea, todos creen en un gran espíritu. De acuerdo a Shu, un legendario espíritu del río conocido como la Dama Pintada los visitó ayer en la noche a escondidas y les dio comida. Pero no hay medicinas en la aldea, la fábrica se lo llevó todo. Katara sugiere dejar a Appa para otro día.
Esa noche, una espesa niebla encuentra la aldea. La Dama Pintada llega y cura a varios de los enfermos. El niño al que Katara le dio un pescado le agradece, y la Dama Pintada (en realidad, Katara disfrazada), cruzó el agua y se desvaneció entre la niebla.
Al día siguiente, Appa aún está enfermo, así que regresan a la aldea. La aldea tiene un mejor espíritu, y han erguido una gran estatua de La Dama Pintada en agradecimiento por curar a sus enfermos. Shu/Doc sugiere que quizás la Dama Pintada podría ayudar a Appa. Sokka, escéptico, nota que el trabajo de la Dama Pintada será todo por nada a menos que los ayude todo el tiempo en que la fábrica esté allí, y bromeando, sugiere que la Dama Pintada debería usar su "espíritu mágico" para destruirla.
La noche siguiente, Katara se pone otra vez su disfraz, pero cuando se va, Momo se despierta, despertando accidentalmente a Aang. Viendo a la Dama Pintada, intenta pedirle ayuda, pero ella corre. Aang la persigue por toda la aldea, donde finalmente descubre el secreto de Katara. La enfermedad de Appa fue el resultado de alimentarlo con bayas que mancharon su lengua. Katara, con tristeza, confiesa y pide disculpas, ella quería ayudar a la aldea; a Aang, naturalmente, le gusta la idea. Los dos se infiltran en la fábrica y la destrozan, deteniendo el flujo de contaminación.
En la mañana, los dos regresan al campamento y encuentran a Sokka y Toph esperándolos. Cuando se preparan para irse, ven tropas de la Nación del Fuego yendo hacia el pueblo, y se dan cuenta de que ellos deben creer que los aldeanos sabotearon la fábrica. Katara está dispuesta a detenerlos, y a pesar de su argumento, Sokka, de buena gana, acepta ayudarla.
En la aldea, el comandante de la Nación del Fuego los acusa no solo de destruir la fábrica, también por robar la comida y la medicina que Katara les había dado antes a los aldeanos. Los soldados comienzan a atacar la aldea, pero una ráfaga de viento sopla las llamas. Con ayuda de Appa, Toph, y Sokka proporcionando espeluznantes efectos sonoros, Aang y Katara actúan un encuentro con la Dama Pintada para derrotar a las tropas y conducirlos lejos de allí.
Los aldeanos ovacionan a la Dama Pintada, pero Doc/Shu avisa que la pintura se le ha difuminado y reconoce a Katara. Varios de los aldeanos se enojan, pero Katara se disculpa y les dice que necesitan hacer frente a sus problemas, y se ofrece a ayudarlos, limpiando el río. Doc/Shu va por su hermano Mushi, el cual consiste en cambiarse de sombrero otra vez. Mushi/Doc/Shu explica que su hermano Shu tiene Trastorno de identidad disociativo pero negando que él lo tenga.
La pandilla se queda lo suficiente para ayudar a los aldeanos a limpiar su río. Esa noche, mientras todos duermen, Katara se acerca al agua para beber un poco, en ese momento una espesa niebla aparece de la nada, y la verdadera "Dama Pintada" aparece para agradecerle.